# Municipio de Carbó
El Municipio de Carbó es uno de los 72 municipios que conforman el estado mexicano de Sonora. Se encuentra localizado en el centro de la entidad, en la región del desierto de Sonora. Cuenta con 74 localidades activas dentro de su territorio, su cabecera municipal y localidad más habitada es el pueblo de Carbó, mientras que otras importantes son: Las Canoras y Zanjón. El municipio fue decretado como tal el 15 de diciembre de 1952 gracias a las Ley n.º 9.
Según el Censo de Población y Vivienda realizado en 2020 por el Instituto Nacional de Estadística y Geografía (INEGI), el municipio tiene un total de 4946, y posee una superficie de 1962.66 kilómetros cuadrados. Su producto interno bruto per cápita es de USD 8,128 y su índice de desarrollo humano (IDH) es de 0.6972. Como a la mayoría de los municipios de Sonora, el nombre se le dio por su cabecera municipal.

## Historia como municipio
La zona que actualmente ocupa el municipio, formaba parte de la jurisdicción del municipio de Horcasitas a finales del siglo XIV, en ese entonces se comenzaban a asentar pequeñas poblaciones paralelas a los trabajos de construcción del ferrocarril de Sonora en el tramo de Guaymas a Nogales, entre estas fueron Jesús María, Pozo de Crisanto y el pueblo de Carbó, a principios del siglo XX, el 26 de diciembre de 1930, se suprimió el municipio de Horcasitas y todo este territorio pasó a ser parte del de Ures, años después, el 11 de octubre de 1934 Horcasitas volvió a adquirir su categoría municipal y con ello también la jurisdicción territorial que poseía en un principio. Fue hasta el 15 de diciembre de 1952 cuando Carbó, recibió definitivamente la categoría de municipio, manteniéndose así hasta la actualidad.

## Geografía
El municipio de Carbó se localiza en el centro del estado entre los paralelos 29°26' y 30° 02' de latitud norte y los meridianos 110°38'
y 111°28' de longitud oeste, con una elevación mínima de 300 metros sobre el nivel del mar (m s. n. m.) y una máxima de 1,300. Su territorio posee un área de 1962.66 kilómetros cuadrados, colindando al norte con los municipios de Benjamín Hill y Opodepe; al este con los de Rayón y San Miguel de Horcasitas y al sur con el de Hermosillo y al oeste con el de Pitiquito.

### Límites municipales
Tiene límites administrativos con los siguientes municipios según su ubicación:
| Noroeste: Pitiquito  | Norte: Benjamín Hill, Opodepe             | Nordeste: Opodepe                 |
| Oeste: Pitiquito     |                                           | Este: Rayón                       |
| Suroeste: Hermosillo | Sur: Hermosillo, San Miguel de Horcasitas | Sureste: San Miguel de Horcasitas |

### Orografía e hidrografía
Posee un territorio generalmente plano totalmente en la zona de la llanura sonorense, con inclinación de oeste a este, con suelos tipo Regosol (55.92%), Leptosol (12.97%), Luvisol (9.75%), Cambisol (8.22%), Planosol (8.09%), Fluvisol (2.49%), Vertisol (1.87%), Phaeozem (0.62%) y Arenosol (0.02%). El norte, centro y sur del territorio presenta poco desnivel a excepción de la sierra La Cobriza que llega a una altitud de 700 m s. n. m. A los extremos este y oeste el terreno se domina por lomeríos medianos, donde se ubican elevaciones como el Cerro La Bandera con 800 m s. n. m., el Cerro el Mezcal con 700 m s. n. m. y el Cerro el Tabaquito con 600 m s. n. m. de altitud. Al noreste se encuentran las elevaciones más altas, en la Sierra de San Jerónimo, en la colindancia con el municipio de Opodepe, llegando a los 1,300 m s. n. m.
El municipio pertenece en su mayoría a la región hidrológica Sonora Sur y una pequeña porción en la Sonora Norte, está parcialmente sobre las cuencas del río Sonora, del río Bacoachi y del río Concepción, el mayor afluente es el Río el Zanjón que cruza de norte a sur el municipio y desemboca en el Río San Miguel, menormente se presentan el Arroyo los Pápagos, Arroyo el Álamo y Arroyo la Manga con intermitentes pequeñas como Arroyo de Moreno, Batamote, el Apache, Chicuroso, el Chinoso, el Cilicote, el Cumaro, el Estribo, el Matadero, el Palmar, el Pinito, el Saucito, el Taray, el Toro, la Capa, la Coruba, la Mina, la Palmita, la Sauceda, la Tasajosa, las Amarillas,  las Cuatas, los Chinos, los Mechudos, los Pozos, Mayen, Papachal, Pozo Crisanto y Punta de Agua.

### Clima
Su principal clima es muy seco y semicálido; con lluvias en verano y sin cambio térmico invernal bien definido. La temperatura media anual es de 22.1 °C, la máxima se registra en el mes de junio (38.8 °C) y la mínima se registra en enero (5.6 °C). El régimen de lluvias se registra entre los meses de julio y septiembre, contando con una precipitación media de 294 milímetros.

## Demografía
Según el Censo de Población y Vivienda realizado en 2020 por el Instituto Nacional de Estadística y Geografía (INEGI), el municipio tiene un total de 4946 habitantes habitantes. Ocupando el puesto 31° entre los más poblados del estado.

### Localidades
El municipio tiene un total de 74 localidades activas, los más importantes son los siguientes:
| Localidad       | Población |
| Total Municipio | 4946      |
| Carbó           | 4483      |
| Zanjón          | 105       |
| Las Canoras     | 41        |
| El Retiro       | 39        |
| La Poza         | 30        |

- Otras localidades son: La Ladrillera, El Divisadero del León, Rancho Sesenta, entre otros.[5]

## Gobierno
Su forma de gobierno es democrática y depende del gobierno estatal y federal; la sede del gobierno municipal se encuentra en el pueblo de Carbó, siendo este la cabecera, cuyo ayuntamiento está integrado por un presidente municipal, un síndico, 3 regidores de mayoría relativa y 2 de representación proporcional, elegidos para un periodo de 3 años. La administración de las comunidades es auxiliada por comisarios elegidos por cada una de estas.

### Representación legislativa
Para la elección de diputados locales al Congreso del Estado de Sonora y de diputados federales a la Cámara de Diputados de México el municipio se encuentra integrado en los siguientes distritos electorales:
- Local:
  - XVIII Distrito Electoral del Congreso del Estado de Sonora con cabecera en la ciudad de Santa Ana.[16]

- Federal:
  - I Distrito Electoral Federal de Sonora de la Cámara de Diputados de México, con cabecera en la ciudad de San Luis Río Colorado.[17]

### Cronología presidentes municipales
| Presidente municipal             | Periodo   |
| -------------------------------- | --------- |
| Alberto Garza                    | 1953-1955 |
| Ramón Salcido                    | 1958      |
| Octavio Soto                     | 1958-1961 |
| Ramón Cuevas                     | 1961-1964 |
| Roberto Noriega                  | 1964-1967 |
| Ramón Navarro                    | 1967-1970 |
| Ramón Cordero                    | 1970-1973 |
| Ramón Navarro                    | 1973-1976 |
| Efraín Noriega                   | 1976-1979 |
| Jesús Conrado Block              | 1979-1982 |
| Ramón Valdez Fontes              | 1982-1985 |
| Olga Acosta Real                 | 1985-1988 |
| Fermín Noriega Velázquez         | 1988-1991 |
| Ramón Román Valdez Fontes        | 1991-1994 |
| Jorge Salvador Zúñiga Martínez   | 1994-1997 |
| Claudio Valdez Varela            | 1997-2000 |
| Dr. Ignacio Ferra Fragoso        | 2000-2003 |
| Jesús Alfredo Bloch Martínez     | 2003-2006 |
| Daniel Córdova Bon               | 2006-2009 |
| Marco Antonio Mojardin Zavala    | 2009-2012 |
| Natanahel Córdova Bon            | 2012-2015 |
| Jesús Alfredo Bloch Martínez     | 2015-2018 |
| David Fernando Navarro Contreras | 2018-2021 |
| Sylvia Lenyka Placencia Leal     | 2021-2024 |